# F 2 (sommergibile)
L’F 2 è stato un sommergibile della Regia Marina.

## Storia
Nel dicembre 1916 fu destinato alla Flottiglia Sommergibili di Ancona, ma di fatto ebbe come basi Venezia e Porto Corsini. Era inquadrato nella II Squadriglia Sommergibili.
Fino al dicembre 1917 ne fu comandante il tenente di vascello Achille Gaspari Chinaglia, poi sostituito dal parigrado Giulio Galimberti.
Fu impiegato in agguati offensivi sulle rotte mercantili austro-ungariche e nel canale di Fasana, effettuando in tutto 35 missioni di guerra.
Dal primo dopoguerra alla sua radiazione prese parte ad esercitazioni e gare di lancio siluri.
Radiato nel 1929, fu avviato alla demolizione.